# Areión
Areión (görög betűkkel Ἀρείων vagy Ἀρίων Arión) Poszeidón és Démétér ló alakú fia. Fizikai megjelenését születésének története határozta meg. Démétér ugyanis egyáltalán nem szándékozott Poszeidónnal egyesülni, ezért amikor észrevette, hogy a tengeristen szemet vetett rá, kancává változott, és egy ménesben elrejtőzött. Poszeidónt ez nem zavarta meg, ő maga csődörré változott, és a két lótestű isten aktusában fogant Areión. Egy másik változat szerint Démétér az erinnüszök között bújt meg. Más források szerint Areión Gaia vagy Zephürosz és egy hárpia utódja.
Az isteni képességekkel rendelkező, nagyon gyors és okos ló szerepet kapott Héraklész feladatainak teljesítésében, majd Adrasztosz életét is megmentette a Hetek hadjáratában, amikor a Thébait ostromló argoszi sereg és rajta kívül minden más vezér meghalt. Homérosz az Iliasz 23. énekében említi, amikor a Patroklosz halála után rendezett játékok lovasversenyéről van szó. Itt épp úgy Adrasztosz csodás megmenekülése egy példázat része, mint Pszeudo-Apollodórosznál és Pauszaniasznál.